# Alexandra Birjukova
Alexandra Birjukova, född 1929, död 2008, var en rysk-sovjetisk politiker (kommunist).
Hon var medlem i Politbyrån för Sovjetunionens kommunistiska parti 1988–1991. Hon var en av endast fyra kvinnliga medlemmar av Politbyrån. Samma år, 1988, utnämndes hon även till vice premiärminister och ordförande för socialutvecklingsbyrån. 